# نحن لا نعيش هنا بعد الآن (فلم 2018)
نحن لا نعيش هنا بعد الآن (بالإنجليزية: We Don't Live Here Anymore) هو فيلم نيجيري صدر في عام 2018 من إخراج توبي أوشين وإنتاج أولوميد ماكانجولا، بوس أوشين، وتوبي أوشين. يستند الفيلم الدرامي إلى قصة طالبين في المدرسة الثانوية من مجتمع مثلي الجنس، تشيدي إغووونو وتولو باجولاي. الصبيان يقعان في حب بعضهما البعض ويضطران للتعامل مع التمييز بخصوص علاقتهما.
في عام 2018، حصل فيلم نحن لا نعيش هنا بعد الآن على جائزتين (فيلم العام وتوبي أوشين كأفضل مخرج للعام) خلال الطبعة العاشرة من جوائز أفضل الأفلام النيجيرية (BON) لعام 2018.
يتميز الفيلم بأداء أوساس إيجودارو في دور ليزلي، وأوموتوندي أديبوالي ديفيد في دور السيدة ويلسون فرانسيس سولي، تميديو أكينبورو، فونلولا أوفييبي، وكاثرين أوبيانج. تم عرض الفيلم لأول مرة في لاغوس في دور السينما IMAX Cinemas، ليكي في 14 أكتوبر 2018.
تم رعاية الفيلم من قبل مبادرة حقوق المساواة (TIERS).

## القصة
تم ضبط طالبين وقعوا في علاقة جنسية داخل أراضي مدرسة بروميننس الثانوية وهما مغرمان ببعضهما. تم الاتصال بنيكي باجولاي ونكم إغووونو، وهما الأمهات، من قبل السلطات المدرسية. تم إبلاغهم بأن أطفالهم قد يتم طردهم من المدرسة. ردت كل منهما بشكل مختلف عند معرفتهما بوضع أطفالهم الجنسي: حاولت نيكي باجولاي التخلص من العار الذي أحدثه ابنها في عائلتها، بينما دعمت نكم إغووونو ابنها وقبلته كما هو.

## فريق العمل
- فرانسيس سولي بدور تولو باجولاي
- تميديو أكينبورو بدور تشيدي إغووونو
- فونلولا أوفييبي بدور نيكي باجولاي
- كاثرين أوبيانغ بدور نكم إغوونو
- أوساس إيغودارو بدور ليزلي
- كريس إيهيوا بدور فيمي باجولاي
- أبيودون أليجا بدور المدير
- أوموتوندي أديبوالي ديفيد بدور السيدة ويلسون
- كونلي دادا بدور الطبيب النفسي
- فونمي إيكو بدور إيسيوما

## الجوائز
في عام 2018، حصل فيلم نحن لا نعيش هنا بعد الآن على العديد من الترشيحات والجوائز في الطبعة العاشرة من جوائز أفضل أفلام نوليوود (BON) التي أقيمت في مركز كاكانفو للمؤتمرات في إيبادان، ولاية أويو.

### الجوائز والترشيحات
| التاريخ | الجائزة                  | الفئة                    | النتيجة | المرجع.     |
| ------- | ------------------------ | ------------------------ | ------- | ----------- |
| 2018    | جوائز أفضل أفلام نوليوود | فيلم العام               | فوز     | [ 8 ] [ 9 ] |
| 2018    | جوائز أفضل أفلام نوليوود | مخرج العام               | فوز     | [ 8 ] [ 9 ] |
| 2018    | جوائز أفضل أفلام نوليوود | فيلم بأفضل سيناريو       | رُشِّح     | [ 7 ]       |
| 2018    | جوائز أفضل أفلام نوليوود | فيلم بأفضل تصميم إنتاج   | رُشِّح     | [ 7 ]       |
| 2018    | جوائز أفضل أفلام نوليوود | فيلم بأفضل تحرير         | رُشِّح     | [ 7 ]       |
| 2018    | جوائز أفضل أفلام نوليوود | فيلم بأفضل تصوير سينمائي | رُشِّح     | [ 7 ]       |

## وصلات خارجية
- نحن لا نعيش هنا بعد الآن  في قاعدة بيانات الأفلام على الإنترنت (بالإنجليزية)